# Peter Mokabastadion
Het Peter Mokabastadion is een voetbalstadion in Pietersburg, Zuid-Afrika, dat gebruikt werd tijdens het WK voetbal 2010.
Het stadion is een van de vijf nieuwe stadions die gebouwd zijn voor het WK voetbal 2010.
Het oorspronkelijke plan was om het bestaande Peter Mokabastadion te verbouwen. De kosten voor de bouw van een nieuw stadion vielen echter mee, zodat is gekozen voor de bouw van een nieuw stadion, naast het bestaande.

## WK Interlands
| №  | Datum        | Wedstrijd                | Uitslag | Competitie        | Toeschouwers |
| -- | ------------ | ------------------------ | ------- | ----------------- | ------------ |
| 1. | 13 juni 2010 | Algerije – Slovenië      | 0 – 1   | WK 2010 – Groep C | 30.325       |
| 2. | 17 juni 2010 | Frankrijk – Mexico       | 0 – 2   | WK 2010 – Groep A | 35.370       |
| 3. | 22 juni 2010 | Griekenland – Argentinië | 0 – 2   | WK 2010 – Groep B | 38.891       |
| 4. | 24 juni 2010 | Paraguay – Nieuw-Zeeland | 0 – 0   | WK 2010 – Groep F | 34.850       |

## Galerij van afbeeldingen

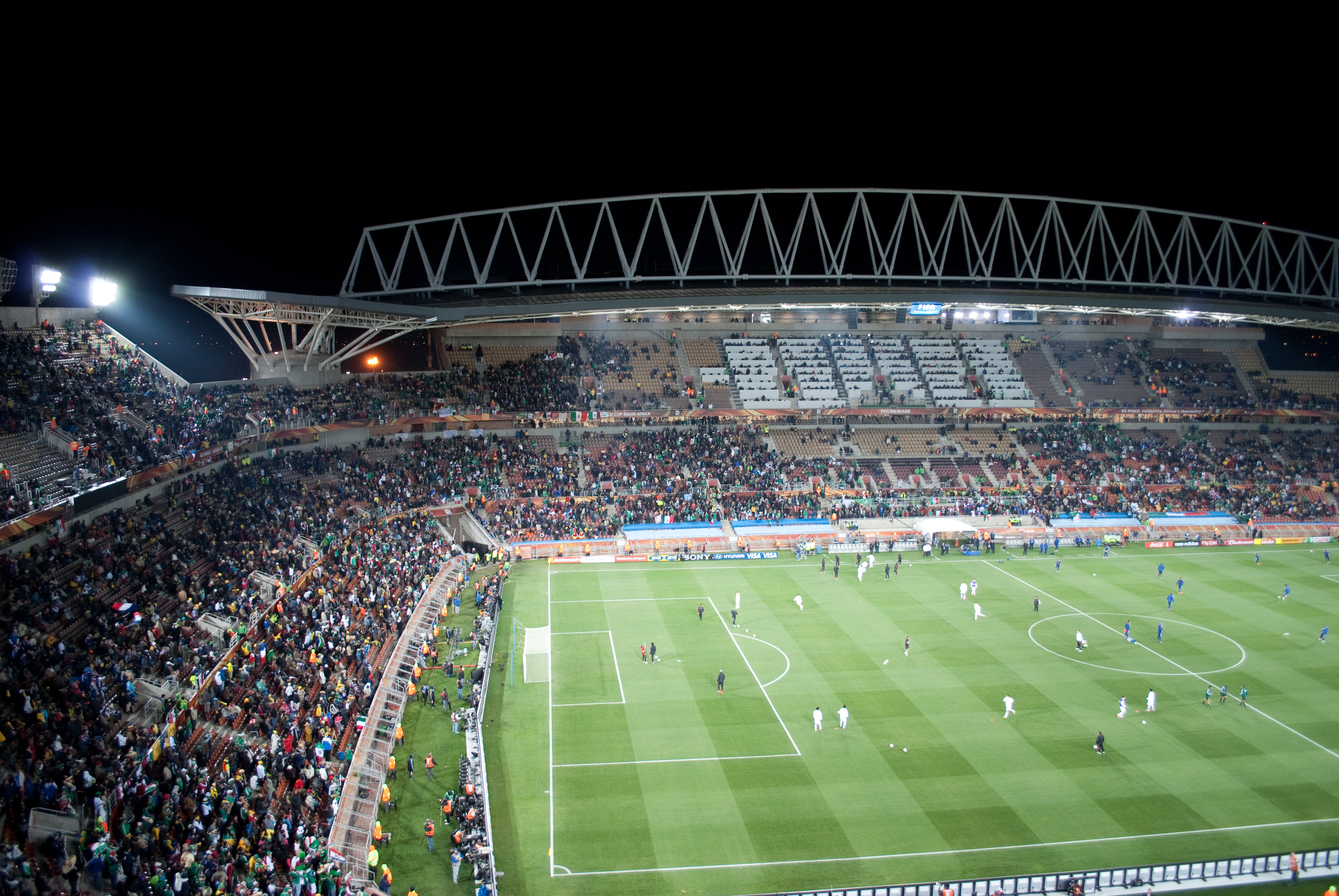
Het stadion tijdens een wedstrijd in 2010

Soccer City (Johannesburg) · Groenpuntstadion (Kaapstad) · Nelson Mandelabaaistadion (Port Elizabeth) · Moses Mabhidastadion (Durban) · Ellispark (Johannesburg)· Vrystaat-stadion (Bloemfontein) · Loftus Versfeld (Pretoria) · Royal Bafokengstadion (Rustenburg) · Mbombelastadion (Nelspruit) · Peter Mokabastadion (Pietersburg)